# Aldo Romano (calciatore)
Aldo Romano (Brescia, 21 luglio 1931) è un ex calciatore italiano, di ruolo portiere.

## Carriera
Cresciuto nel settore giovanile del Brescia, disputò con le rondinelle 27 incontri di Serie B subendo 27 reti. Esordì nella serie cadetta il 14 febbraio 1954, a Lodi, nella vittoria ottenuta contro il Fanfulla (2-1 il finale).
Si trasferì poi a Ferrara, dove debuttò in Serie A, con la SPAL, il 14 aprile 1957 a Torino, nella sconfitta per 3-2 contro il Torino.

## Statistiche

### Presenze e reti nel club
| Stagione        | Squadra         | Totale | Totale |
| Stagione        | Squadra         | Pres   | Reti   |
| --------------- | --------------- | ------ | ------ |
| 1953-1954       | Brescia         | 11     | -9     |
| 1954-1955       | Brescia         | 8      | -6     |
| 1955-1956       | Brescia         | 8      | -12    |
| Totale Brescia  | Totale Brescia  | 27     | -27    |
| 1956-1957       | SPAL            | 2      | -5     |
| Totale carriera | Totale carriera | 29     | -32    |